# Maurice Meunier (clarinettiste)
Ne doit pas être confondu avec Maurice Meunier (football).
Maurice Meunier, né le 3 octobre 1925 à Paris et mort le 22 octobre 1990 à Saint-Paul-en-Forêt, est un clarinettiste et saxophoniste de jazz français.

## Biographie
Maurice Auguste Jules Meunier naît le 3 octobre 1925 à Paris, dans le 11e arrondissement,,.
Il découvre l'harmonica en 1941, à l'âge de 16 ans. Après des débuts comme harmoniciste amateur, Maurice Meunier se tourne vers la clarinette, un instrument sur lequel il acquiert très vite un excellent niveau.
Il joue d'abord avec Francis Charpin, puis avec le saxophoniste Michel de Villers et avec les pianistes Léo Chauliac et Pierre Spiers, avant de remplacer Noël Chiboust au club « Schubert » à Paris.
En juillet 1947, Django Reinhardt l'engage pour une tournée en Allemagne car le clarinettiste Hubert Rostaing n'est pas disponible. La même année, Maurice Meunier enregistre à plusieurs reprises avec Django Reinhardt et des musiciens du Hot Club de France, dont les pianistes Eddie Bernard et André Persiani, le saxophoniste ténor Armand Conrad, les guitaristes Eugène Vées, Jean Bonal et Jean-Pierre Sasson, les contrebassistes Emmanuel Soudieux et Georges Hadjo, le trompettiste Raymond Cicurel, les batteurs André Jourdan, Jacques Martinon et Gaston Léonard.
En septembre 1948 est créé le cabaret de la Rose Rouge avec un orchestre résident composé du saxophoniste Michel de Villers, de Maurice Meunier, du trompettiste Roger Guérin et du batteur Bernard Planchenault,. Benny Goodman aime à l'époque venir à la Rose Rouge lors de ses séjours à Paris et il apprécie la délicatesse du jeu de Maurice Meunier.
En 1950, Maurice Meunier enregistre pour la première fois sous son propre nom et publie Maurice Meunier et son Quintette avec le vibraphoniste Geo Daly, le pianiste Raymond Fol, le guitariste Jean Bonal, le contrebassiste Jean Bouchéty et le batteur Roger Paraboschi,,.
Durant les années 1950, Maurice Meunier figure comme sideman sur de nombreux enregistrements aux côtés de Geo Daly, Jack Diéval, Michel de Villers, Jean Bonal, Lionel Hampton, Henri Crolla, Maurice Vander, Gérard Gustin, Hubert Rostaing et François Alexandre Galépidès dit Moustache,,.
En 1955, il joue régulièrement au club Saint-Germain avec son orchestre et, le 11 janvier et le 20 février 1956, il y fait deux séances d'enregistrement sous son nom, qu'il publie sur le label Barclay sous le titre Maurice Meunier and his orchestra,.
En 1956, Maurice Meunier est élu meilleur clarinettiste par 85 confrères.
Meunier continue ensuite à jouer au club Saint-Germain en quartette avec le pianiste Raymond Fol, le contrebassiste Pierre Michelot et la batteur André Reilles jusqu'en 1959.
Dans les années 1980, il joue à nouveau avec Michel de Villers.
Le dernier enregistrement de Maurice Meunier a été réalisé en 1986 avec le guitariste irlandais Louis Stewart et le contrebassiste Michel Gaudry.
Maurice Meunier meurt à l'âge de 65 ans, le 22 octobre 1990, à Saint-Paul-en-Forêt dans le département du Var en région Provence-Alpes-Côte d'Azur,.
En 1992 sort l'album posthume For You, For Ever qui reprend ses quatorze ultimes enregistrements, réalisés avec Marcel Azzola, André Persiani, André Condouant, Didi Duprat, Bernard Tessier, Henry Tischitz, Luigi Trussardi et Roger Paraboschi.

## Discographie

### En tant que leader
- 1950 : Maurice Meunier et son Quintette avec Geo Daly (vibraphone), Raymond Fol (piano), Jean Bonal (guitare), Jean Bouchéty (contrebasse) et Roger Paraboschi (batterie)
- 1956 : Maurice Meunier and his orchestra avec William Boucaya (saxophone baryton), Raymond Fol et René Urtreger (piano), Pierre Michelot (contrebasse), Christian Garros et Jean-Louis Viale (batterie) (LP Barclay 84 025 en France[8], sorti  la même année au Royaume-Uni sous le titre Modern Moods From The Club St. Germain sur le label Felsted sous la référence PDL 85019[9])
- 1986 : Paris - Dublin avec Michel Gaudry (contrebasse) et Louis Stewart (guitare) (LP 	Bloomdido BL004)[10]
- 1992 : For You, For Ever, disque posthume avec Marcel Azzola, André Persiani, André Condouant, Didi Duprat, Bernard Tessier, Henry Tischitz, Luigi Trussardi et Roger Paraboschi (CD R.D.C Records 40020-2)[7],[11],[12]

L'album Maurice Meunier and his orchestra paru chez Barclay en 1956 a été republié en CD en 2001 dans la collection Jazz in Paris sous le titre Clarinettes à Saint-Germain des Prés (avec un album de Hubert Rostaing enregistré en 1957), puis en 2010 sous le titre original par Universal Music en France et en Allemagne.

### En tant que sideman
De 1947 à 1958, Maurice Meunier figure comme sideman sur de nombreux enregistrements, :
- 1947 : Quintette du Hot Club de France, de Django Reinhardt
- 1948 : Collection du Hot Club de France (new stars)
- 1948 : Jazz Parade au théâtre Edouard VII avec Bill Coleman
- 1950 : Geo Daly et son orchestre
- 1954 : Jazz aux Champs Elysées de Jack Diéval
- 1954 : Septette de Michel de Villers
- 1954 : Michel de Villers Octet
- 1954 : Sextette de Jack Diéval
- 1954 : Jean Bonal joue Django Reinhardt
- 1954 : Geo Daly et son orchestre
- 1955 : Geo Daly et son orchestre
- 1955 : Lionel Hampton and his French Sound
- 1955 : Henri Crolla et son ensemble
- 1955 : Piano Parade de Maurice Vander
- 1955 : Piano Parade de Gerard Gustin
- 1956 : Hubert Rostaing et sa formation jazz
- 1958 : Moustache et ses Moustachus de François Moustache Galepides